# Silípica (departamento)
Silípica é um departamento da Argentina, localizado na 
província de Santiago del Estero.